# Puisieux (Pas-de-Calais)
Puisieux je francouzská obec v departementu Pas-de-Calais v regionu Hauts-de-France. V roce 2014 zde žilo 699 obyvatel.

## Poloha obce
Obec leží u hranic departementu Pas-de-Calais s departementem Somme.
Sousední obce jsou: Beaucourt-sur-l’Ancre (Somme), Beaumont-Hamel (Somme), Bucquoy, Grandcourt (Somme), Hébuterne a Miraumont (Somme).

## Vývoj počtu obyvatel
Počet obyvatel